# Charles Barkel
Charles Alvinus Barkel, född 6 februari 1896 i Stugun, Jämtlands län, död 7 mars 1973 i Stockholm, var en svensk professor och musiker (violinist).

## Biografi
Barkel var elev bland annat hos Carl Flesch i Berlin och blev 1921 konsertmästare i Konsertföreningen i Stockholm. 1924 blev han överlärare vid Richard Anderssons musikskola samt 1926 lärare i violinspel vid Kungliga Musikkonservatoriet. År 1928 grundade han Barkel-kvartetten.
Barkel dubbade Gösta Ekmans fiolspel i filmen Intermezzo.

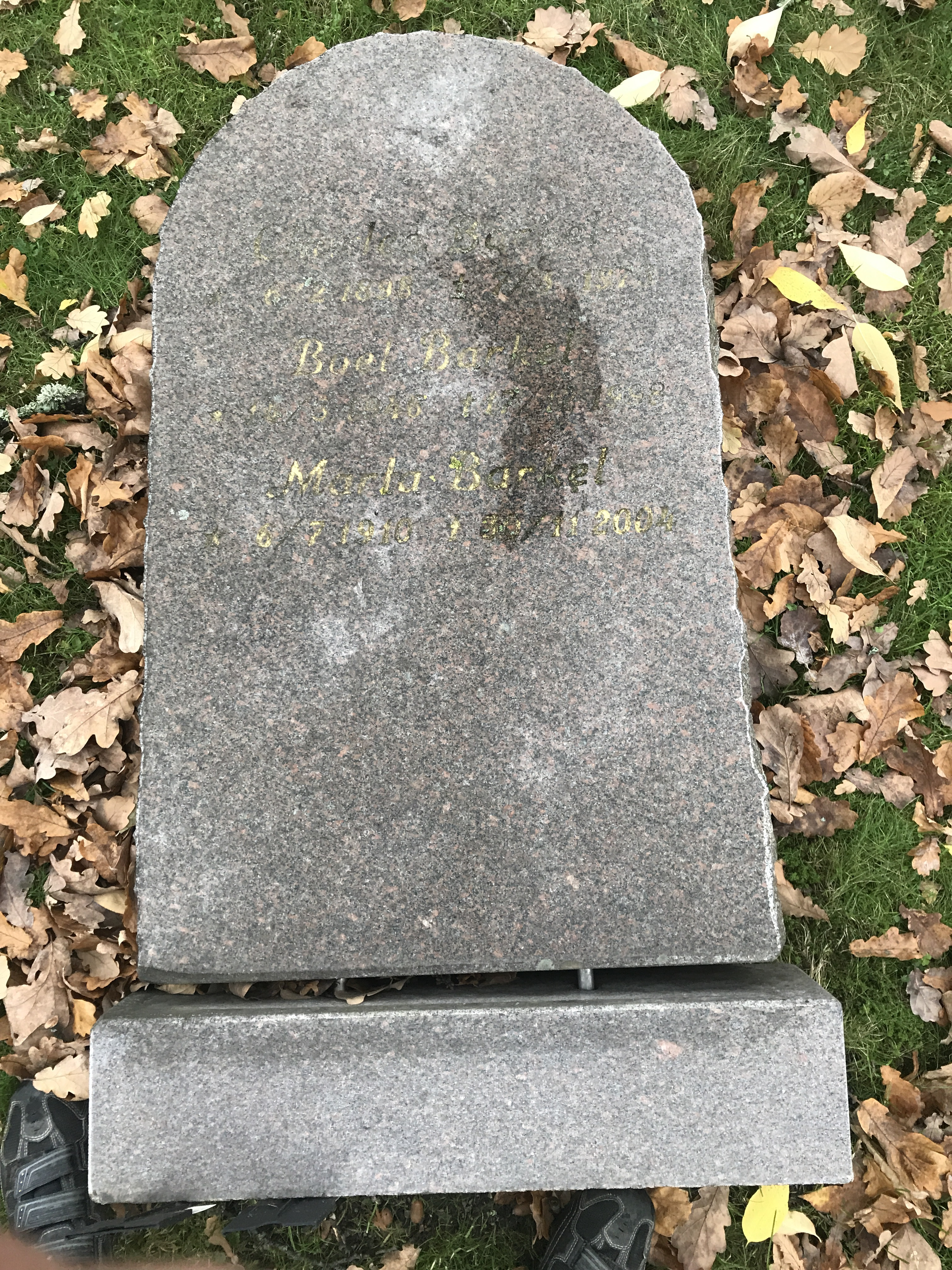
Gravvård Norra Begravningsplatsen

Charles Barkel invaldes 1946 som ledamot av Kungliga Musikaliska Akademien. Han tilldelades professors namn 1947.